# Vinner Wasserturm

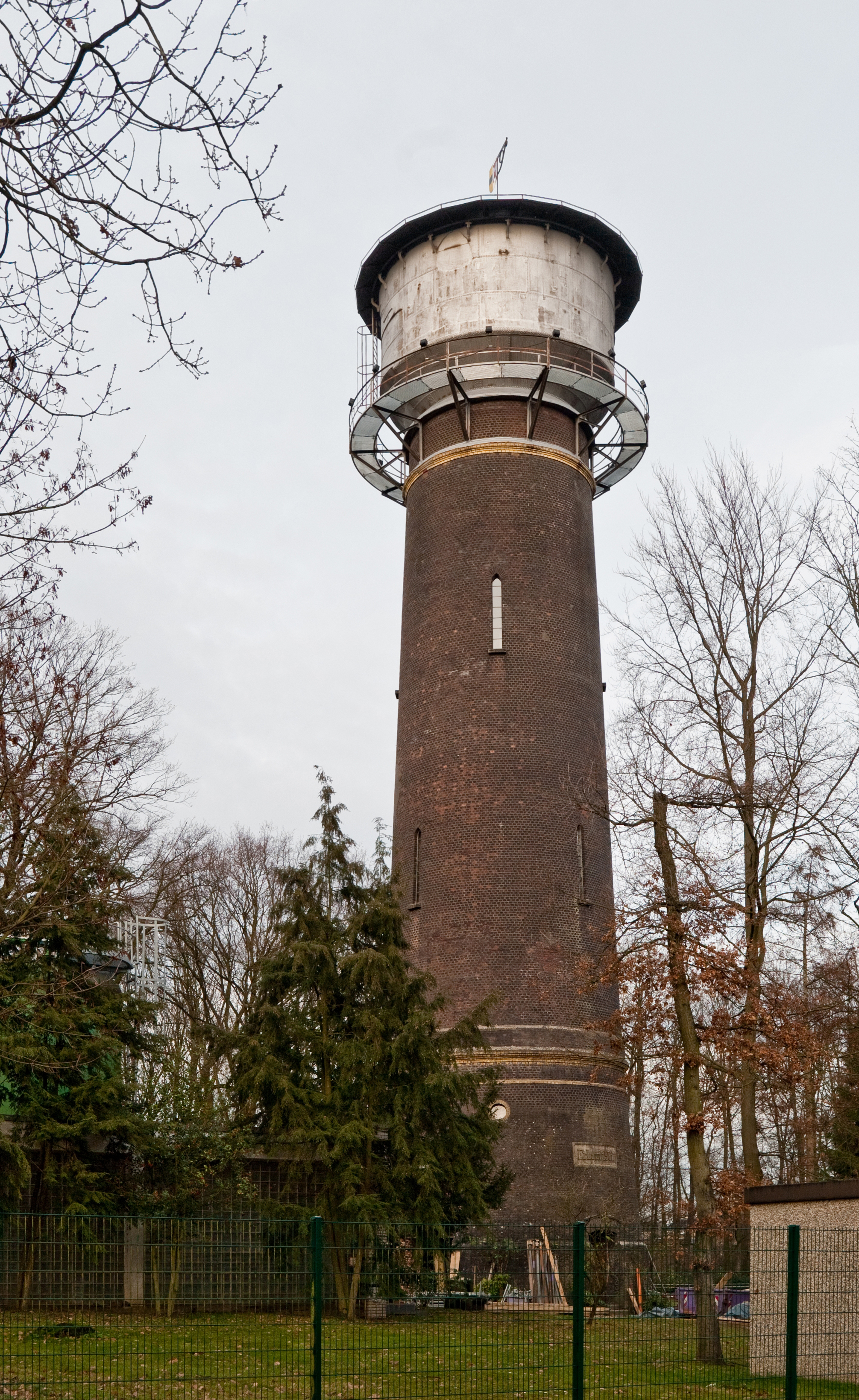
Wasserturm in Vinn

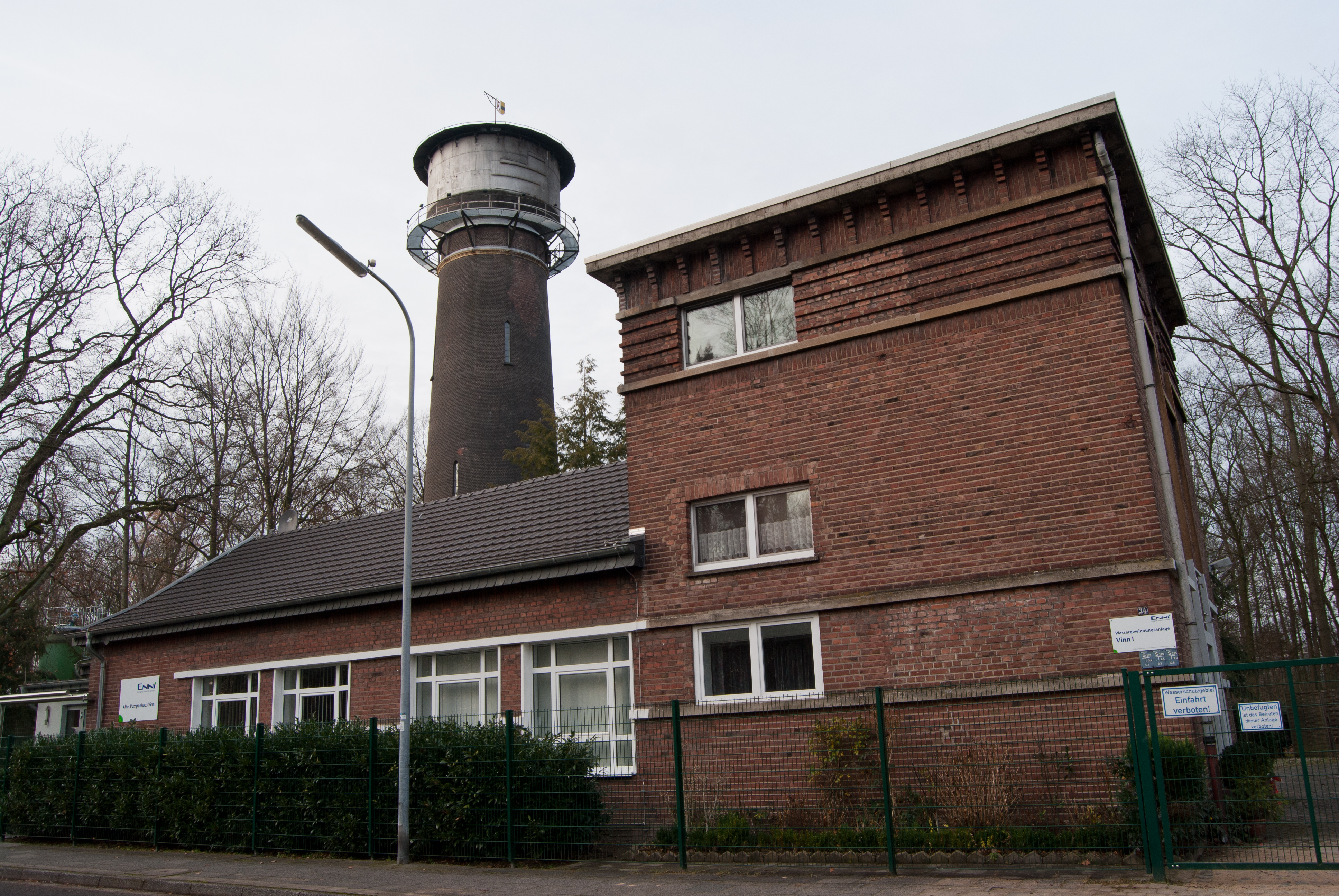
Wasserturm mit umliegendem Gebäude

Der Vinner Wasserturm im Moerser Ortsteil Vinn ist ein eingetragenes Baudenkmal der Stadt. Er wurde zusammen mit dem Vinner Wasserwerk vermutlich von der Baufirma „Peter Boschmann“ im Jahr 1901 fertiggestellt. Die Bevölkerung hatte sich bis dahin über Pumpengemeinschaften und Einzelbrunnen versorgt.
Der Behälter nach Bauart Intze umfasst 200 Kubikmeter und ist fast 40 Meter hoch, er konnte zu seiner Zeit einen Druck von 4 bar aufrechterhalten. Er war neben dem Zweck der Wasserversorgung auch ein beliebtes Ausflugsziel und konnte für zehn Reichspfennig bestiegen werden.
Mit dem zunehmenden Wasserbedarf im 20. Jahrhundert reichte seine Kapazität nicht mehr aus, er wurde ab 1960 durch Erdbehälter mit mehreren Tausend Kubikmetern Fassungsvermögen an der Vinner Straße und an der Wittfeldstraße ergänzt und teilweise seiner Funktion enthoben. 1977 wurde er außer Betrieb gesetzt.
1989 wurde er in die Denkmalliste der Stadt Moers eingetragen.
2012 bis 2013 wurde er vom heutigen Eigentümer (Unternehmensgruppe ENNI) denkmalgerecht saniert und zu einer Veranstaltungs- und Tagungsstätte umgebaut. Auf am Fuße des Turms zeigt ein Lehrpfad wie der Wasserkreislauf und die Trinkwasserversorgung funktionieren.
Der Wasserturm gehört seit 2016 der Route der Industriekultur, Themenroute 28: Wasser: Werke, Türme und Turbinen an.
Heutzutage werden noch die Brunnen rund um den Wasserturm genutzt. Sie fördern bis zu 600.000 Kubikmeter Wasser, die von dort in das 1000 Kilometer lange Leitungsnetz eingespeist werden und rund 140.000 Bewohner in Moers und Neukirchen-Vluyn mit Trinkwasser versorgen.